# 铝硼锆钙石
铝硼锆钙石（英語：Painite）是一种非常稀有的硼酸盐矿物，化学式为CaZrAl9O15BO3。它最初是由英国矿物学家和宝石商Arthur CD Pain在缅甸发现，他曾将其误认为是红宝石，直到1950年才作为一种新宝石被发现。当它被确认为一种新的矿物物种时，该矿物以他的名字命名。
该矿物还含有微量的铬和钒，它们是造成铝硼锆钙石典型的橙红色至棕红色的原因，类似于黄玉。该矿物的稀有性是由于锆和硼在自然界中很少相互作用。晶体是天然的六边形，直到2004年底，只有两颗被切割成刻面宝石。

## 发现与产生
通过在抹谷周边地区的广泛勘探，包括已知矿物存在的极小区域的大部分，已经确定了几个新的矿点，这些矿点已经被大力探索并产生了数千个新的铝硼锆钙石标本。

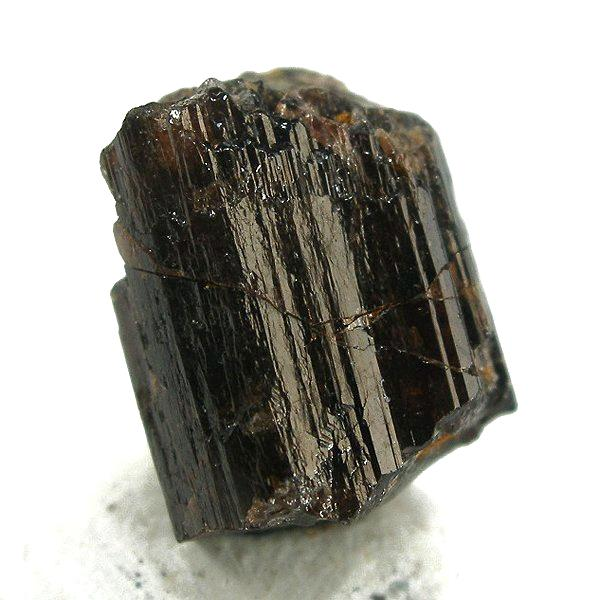
条纹自面体铝硼锆钙石晶体（尺寸：0.9×0.8×0.7cm）
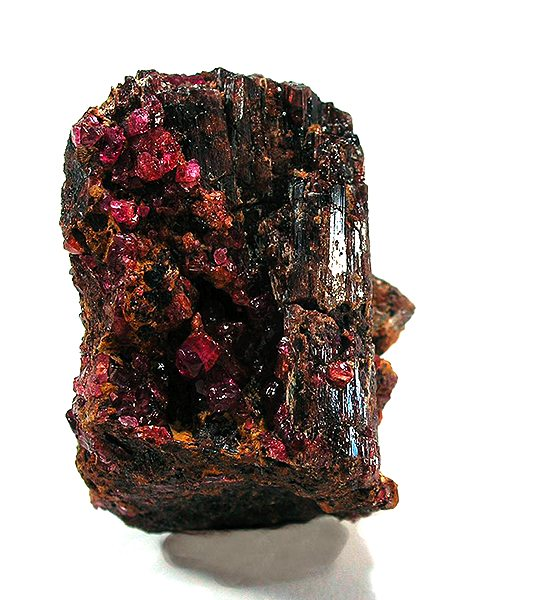
红宝石镶嵌在一块大铝硼锆钙石晶体上，来自缅甸抹谷。（尺寸：3.7×3.1×2.3cm）